# El Pam Pam (singolo)
El Pam Pam è un singolo della cantante costaricana Cecilia Gayle, pubblicato nel 1998 come primo estratto dall'album omonimo e composto da Mauro Cavalieri D'Oro e Nicola Scarpante. 

## Descrizione
Il brano ha riscosso un grande successo in molti paesi europei e in particolare in Italia, dove nonostante si sia fermato nella Top 20 della Hit parade, è diventato un vero e proprio tormentone estivo, consacrando inoltre la carriera della cantante nel Bel Paese.

## Tracce
El Pam Pam (12") - Meet Records - MEET 1531 (Italy, 1998)
1. El Pam Pam – 3:58

## Classifiche
| Classifiche settimanali (1998) | Posizione |
| ------------------------------ | --------- |
| Italia                         | 19        |
| Belgio (Fiandre)               | 63        |
| Francia                        | 71        |
| Classifiche annuali (1998)     | Posizione |
| Italia                         | 93        |